# 6090 Aulis
6090 Aulis è un asteroide troiano di Giove del campo greco. Scoperto nel 1989, presenta un'orbita caratterizzata da un semiasse maggiore pari a 5,3018740 au e da un'eccentricità di 0,0584282, inclinata di 20,20031° rispetto all'eclittica.
L'asteroide è dedicato alla città di Aulide nella Beozia, alleata degli achei.